# تجانس وتغاير

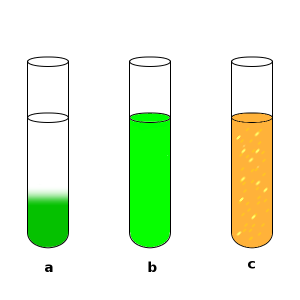
مفهوم التجانس وعدم التجانس في 3 سوائل؛فقط السائل "ب" يسمى متجانس.

التجانس وعدم التجانس (أو التغاير) أو غير متجانس هما مفهومان يستخدمان بكثرة في المجالات العلمية المختلفة للإشارة إلى تماثل خواص المكونات أو اختلافها سواء في المواد أو الكائنات.
يقال عن مادة ما أنها متجانسة إذا كانت واحدة في تركيبها أو سماتها (مثل اللون أو الشكل أو الحجم أو الوزن أو الارتفاع أو التوزيع أو القوام أو اللغة أو الدخل أو درجة الحرارة إلخ..)؛ بالمقابل يقال عن مادة أنها متغايرة أو غير متجانسة إذا كانت مختلفة وغير واحدة في السمات المذكورة آنفاً.

## أمثلة
المركب أو المخلوط أو أي شيء يوصف بالمتغاير يعنى أن هذا الكائن يتكون من عدة أشياء مختلفة، والتي غالبا ما لا يتم فصلها أو ترتيبها بسهولة، بالرغم من أن كل منها معروف، والتي تعنى ان الكائن يتكون من عدة أشياء متماثلة.
- المخلوط المتغاير هو مخلوط من مركبين أو أكثر وكل مركب يكون معروف وملاحظ.
- وفي عالم الحواسب فإن البيانات المتغايرة هي البيانات التي تختلف في أصلها، غالبا ما تكون منسقة بطريقة مختلفة.